# Issedon Tholus
Issedon Tholus est un volcan situé dans le quadrangle d'Arcadia sur Mars (planète) aux coordonnées 36,05° N et 265,17° E, à l'est d'Alba Mons, le plus vaste volcan bouclier de Mars. Il est approximativement circulaire et mesure 55 km de diamètre. Il présente une dépression irrégulière à son sommet, formation géomorphologiquement appelée « cavus », ce qui signifie qu’elle n'est pas grossièrement circulaire ou elliptique comme les cratères volcaniques habituels.

## Étymologie
Ce relief est appelé, géomorphologiquement, un tholus, c'est-à-dire une petite montagne, une colline domicale. Sur Mars, les tholi sont nommés d'après l'élément d'albédo le plus proche.

## Géographie

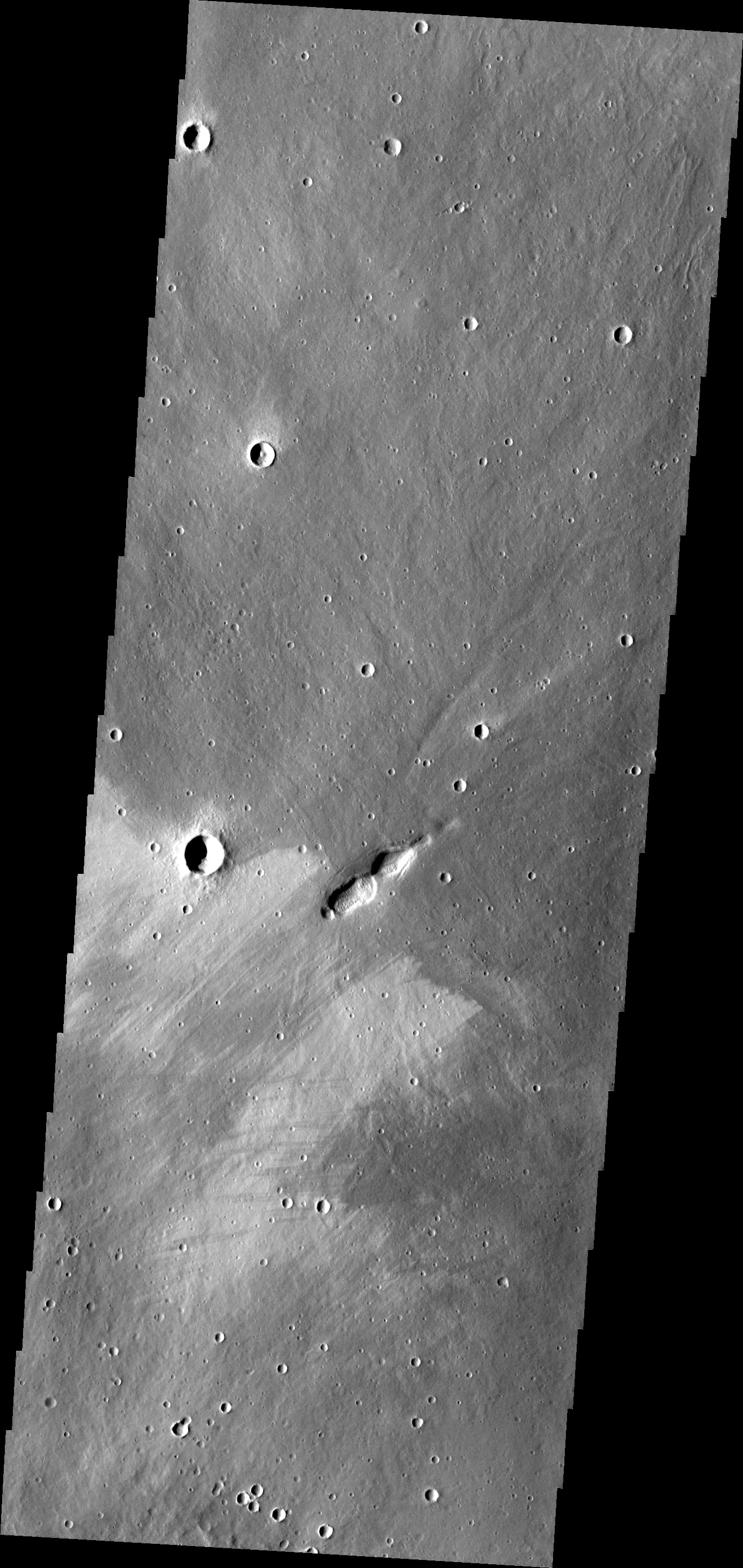
Une partie d'Issedon Tholus

Issedon Tholus se trouve dans le quadrangle d'Arcadia. Il s'élève jusqu'à 1000 mètres au-dessus du niveau de référence martien. 
Ce volcan est localisé à proximité d’autres zones sombres (plus précisément dit, à faible albédo), telles que Tantalus Fluctus.
Au sud à environ 30 km de distance, juste à cheval sur les formations plus anciens que le volcan, et celles issues de ce dernier, se trouve le cratère Chatturat (en), d'un diamètre d'un peu moins de 8 km.

## Géologie
Situé dans la région du renflement de Tharsis dans sa bordure septentrionnale, il se serait formé au cours de l'Hespérien[réf. nécessaire], entre il y a 3,7 et 3,2 milliards d'années (selon l'échelle de Hartmann et Neukum). 
Issedon Tholus, sur le plan de la spectrométrie d'albédo dans le visible et l'infra-rouge, est géologiquement composé de matériaux que l'on retrouve dans les basses terres à l'est et au sud-ouest de l'Alba Patera[réf. nécessaire]. Ces matériaux sont aussi semblables à ceux des plaines parsemées de cratères mais avec une densité de ces cratères plus faible entre 1000 et 1600. Certains endroits présentent des traces de systèmes de fractures et de chaines de cratères et peuvent avoir des restes de terrains noueux[Quoi ?] et de matières des piémonts vallonnés provenant de la région est du plateau Tempe. Une entrée en contact avec des matières des plaines parsemées de cratères pourrait être graduelle. L'interprétation actuelle considère qu'il s'agit de dépôts éoliens et volcaniques datant de la fin et de l'après période de formation de l'Alba Mons.
À environ 200 km à l'est-nord-est, se trouve la formation des Issedon Paterae, dont les évents forment une ligne passant par Issedon Tholus.